# Forsvarsministeriet
 For alternative betydninger, se Forsvarsministeriet (flertydig). (Se også artikler, som begynder med Forsvarsministeriet)
Forsvarsministeriet er et ministerium under den danske regering, der varetager opgaver vedrørende forsvaret og det civile beredskab. Opgaverne består bl.a. af internationale aktiviteter og samarbejder til støtte for eller etablering af fred. Ministeriets politiske chef er forsvarsministeren.
Ministeriet blev oprettet i 1950 efter en sammenlægning af Krigsministeriet og Marineministeriet. Forsvarsministeriets departement er øverste myndighed i en koncern med ca. 20.000 ansatte.

## Historie

### Før enevælden
Siden Danmark blev nævn som sammenhængende Rige, har der været en organisering af hær- og flådestyrker. I 1200-tallet var det masken, udpeget af kongen, der førte tilsyn med hærvæsenet. Kongen havde dog stadig den øverste kontrol med hæren, og da det netop var kongen, der udpegede marsken, var embedet ofte ubesat. Under Christian 3., i 1536, blev det bestemt, at kongen skulle udpege en tilsynsførende for hæren, men denne bestemmelse blev afskaffet ved enevældens indførelse i 1660.

### Enevælde og krigskollegium
På trods af enevældens indførelse i 1660, blev hæren stadig styret praktisk og administrativt af andre end kongen. Allerede samme år som enevældens indførelse grundlagde Frederik 3. et krigskollegium, som både i krigs- og fredstid skulle administrere hæren. Et tilsvarende organ for Søværnet var dog allerede oprettet i 1655 under navnet Admiralitetet.

Der blev gennemført få ændringer under de enevældige konger (1660 - 1849) af administrationen af de to organer. Kun Krigskollegiet skiftede navn nogle gange, først til Krigskancelliet (1679) og derefter Generalitets- og Kommisariatskollegiet.

### Folkestyre og ministerier
Efter Frederik 7.'s tilbagetræden som enevældig monark, blev tilsynet og styringen med hæren og flåden overdraget til politikere og ministre. Den vigtigste opgave for det nye folkestyre var at forsvare hertugdømmet Slesvig i Treårskrigen 1848-51 og fra Preussen og Østrig i 1864. Forsvaret var dog ikke stærkt nok til modstå Preussen og Østrig, og Danmark mistede både Slesvig og Holsten i den 2. Slesvigske Krig.
Allerede dagen efter enevældens bortfald den 21. marts 1848 udnævnes Danmarks første krigsminister, A.F. Tscherning, af Frederik 7. C.C. Zarthmann blev den 6. april samme år udnævnet som Danmarks første marineminister. Generalitets- og Kommisariatskollegiet erstattes af Krigsministeriet den 25. marts 1848 mens Admiralitetet blev erstattet af Marineministeriet den 21. april samme år.
Oprettelsen af ministerierne betød en radikal ændring af Forsvarets administration i Danmark. Det var nu ministrene, med faglig støtte fra ministeriernes embedsmænd, der fik kontrollen med Danmarks væbnede styrker. Det var dermed folket, gennem repræsentanter, der styrerede militæret. I begyndelsen kom ministre for både Krigs- og Marineministeriet fra en af de militære rækker, som ministeren administrerede. Under ministeren var der placeret en direktør, ligeledes fra den militære klasse.
I 1905 blev de to ministerier lagt under en fælles forsvarsminister, der siden næsten altid har været en civil politiker. Der var fortsat to værnsministerier, og direktørposterne var stadig besat af personer med militær baggrund.
Danmarks forsvarspolitik havde siden 1864 været, at man skulle holde sig neutral, men dette blev ændret ved Danmarks besættelse under 2. Verdenskrig. Efter krigen støttede Danmark FN's fredsbevarende operationer, og den 4. april underskrev regeringen Atlantpagten (det vi i dag kender som NATO). Forsvarets hovedopgave blev herefter at forberede et eventuelt angreb fra Sovjetunionen og dennes allierede i Waszawapagten. Danmark fik adgang til våbenhjælp fra USA, og dette hjælp til at genopbygge hæren, søværnet og flyveværnet.
I 1950 ændrede forsvarets administration igen, hvor Krigs- og Marineministerierne blev sammenlagt, og de militære direktørstillinger blev nedlagt og erstattet af en civil departementschef. Forsvarsministeren, som blev indført i 1905, blev derfor minister for et samlet ministerium, og denne konstellation ser man fortsat i dag.

### Efter 1990: internationalt engagement
Ved Sovjetunionens fald i 1990 skiftede det danske forsvars prioriteter også. Hvor det tidligere havde været frygt for et muligt angreb, var det nu den internationale fredsbevarende indsatser over hele verden. De største internationale opgaver for det danske militær har været i Kroatien, Bosnien, Kosovo, Afghanistan, Irak, Libyen og i havet ud fra Afrikas Horn. Indsatsen har betydet, at styrkerne under Forsvarsministeriet nyder en international respekt som militær samarbejdspartner.
Da Rusland annekterede Krim-halvøen i nabolandet Ukraine, skabte det en øget utryghed i det internationale samfund og i særdeleshed hos de lande, som grænser op til Rusland. Det har betydet, at NATO-samarbejdet siden har fokuseret mere på forsvaret af eget området.

## Myndigheder
Under departementet findes følgende myndigheder:
- Forsvarskommandoen
- Hjemmeværnskommandoen
- Forsvarets Efterretningstjeneste
- Forsvarsministeriets Materiel- og Indkøbsstyrelse
- Forsvarsministeriets Personalestyrelse
- Forsvarsministeriets Ejendomsstyrelse
- Forsvarsministeriets Regnskabsstyrelse
- Forsvarets Auditørkorps